# Gloeocarpus
Gloeocarpus là một chi thực vật thuộc họ Sapindaceae.

## Các loài
Chi này có các loài sau (tuy nhiên danh sách này có thể chưa đủ):
- Gloeocarpus crenatus Radlk.
- Gloeocarpus patentivalvis (Radlk.) Radlk.
- Gloeocarpus philippinensis Elmer